# Anthophyta
Les anthophytes sont un groupe paraphylétique regroupant des taxons de plantes ayant des structures reproductrices ressemblant à des fleurs. Ce groupe, longtemps considéré comme un clade, contient les angiospermes -  plantes à fleurs actuelles - ainsi que les Gnetales et l'ordre éteint des Bennettitales.
Des études morphologiques et moléculaires détaillées ont prouvé que le groupe n'est pas monophylétique. Les homologies florales entre les gnétophytes et les angiospermes proviendraient donc d'une évolution parallèle. Cela vient renforcer l'hypothèse que les angiospermes auraient divergé des gymnospermes il y a entre 320 et 300 millions d'années.
Des études plus récentes utilisent le terme d'anthophyte pour décrire un groupe hypothétique incluant les angiospermes ainsi qu'une variété de groupes de plantes à graines éteintes. Parmi ces groupes, on compte les glossoptéridales, les corystospermes, les pentoxylales, les bennettitales et les caytoniales, mais pas les gnetales,.

## Phylogénie des anthophytes et des gymnospermes
Vision traditionnelle :
|             | Conifères                                                                                 |
|             |                                                                                           |
| Anthophytes | \| \| Bennettitales \| \| \| \| \| \| Gnetales \| \| \| \| \| \| Angiospermes \| \| \| \| |
|             | \| \| Bennettitales \| \| \| \| \| \| Gnetales \| \| \| \| \| \| Angiospermes \| \| \| \| |
|             | Bennettitales                                                                             |
|             |                                                                                           |
|             | Gnetales                                                                                  |
|             |                                                                                           |
|             | Angiospermes                                                                              |
|             |                                                                                           |

|  | Bennettitales |
|  |               |
|  | Gnetales      |
|  |               |
|  | Angiospermes  |
|  |               |

|             | Conifères                                                                                 |
|             |                                                                                           |
| Anthophytes | \| \| Bennettitales \| \| \| \| \| \| Gnetales \| \| \| \| \| \| Angiospermes \| \| \| \| |
|             | \| \| Bennettitales \| \| \| \| \| \| Gnetales \| \| \| \| \| \| Angiospermes \| \| \| \| |
|             | Bennettitales                                                                             |
|             |                                                                                           |
|             | Gnetales                                                                                  |
|             |                                                                                           |
|             | Angiospermes                                                                              |
|             |                                                                                           |

|  | Bennettitales |
|  |               |
|  | Gnetales      |
|  |               |
|  | Angiospermes  |
|  |               |

Vision moderne :
|  | \| \| Cycadales \| \| \| \| \| \| Bennettitales \| \| \| \| |
|  |                                                             |
|  | Ginkgo                                                      |
|  |                                                             |
|  | Cycadales                                                   |
|  |                                                             |
|  | Bennettitales                                               |
|  |                                                             |

|  | Cycadales     |
|  |               |
|  | Bennettitales |
|  |               |

|  | Conifères |
|  |           |
|  | Gnetales  |
|  |           |

|  | \| \| Cycadales \| \| \| \| \| \| Bennettitales \| \| \| \| |
|  |                                                             |
|  | Ginkgo                                                      |
|  |                                                             |
|  | Cycadales                                                   |
|  |                                                             |
|  | Bennettitales                                               |
|  |                                                             |

|  | Cycadales     |
|  |               |
|  | Bennettitales |
|  |               |

|  | Conifères |
|  |           |
|  | Gnetales  |
|  |           |